# Aéroport d'Odense
L'aéroport Hans Christian Andersen (danois : Odense Lufthavn, ou parfois Beldringe Lufthavn) (code IATA : ODE • code OACI : EKOD) est un petit aéroport desservant la ville danoise d'Odense. Il se situe dans le village de Beldringe, à 9 kilomètres au nord-ouest d'Odense.

## Histoire
L'aérodrome fut construit à des fins militaires par les Allemands au début des années 1940, durant l'occupation du Danemark.
La fréquentation de l'aéroport a fortement chuté après la construction en 1998 de la liaison du Grand Belt, et la liaison avec Copenhague a depuis été supprimée. Le gouvernement privatise l'aéroport en 1998, qui est alors géré par une société indépendante composée du Comté de Funen et des municipalités d'Odense, Bogense, Munkebo, Søndersø, et Otterup. Depuis le 1er janvier 2007, l'aéroport est géré par les villes d'Odense (84,38 %), de Nordfyn (12,94 %) et de Kerteminde  (2,68 %).
En 2007, la piste d'atterrissage est étendue à 2 000 mètres.

## Situation
| \| 100 km1:7 260 000 \| Aalborg Aarhus Billund Bornholm Copenhague Esbjerg Odense Herning Læsø Midtjyllands Roskilde Sønderborg |
| 100 km1:7 260 000 |

## Statistiques
Pour des raisons techniques, il est temporairement impossible d'afficher le graphique qui aurait dû être présenté ici.

Voir la requête brute et les sources sur Wikidata.

## Compagnies aériennes et destinations
L'aéroport propose les destinations suivantes :
| Compagnies        | Destinations                          |
| ----------------- | ------------------------------------- |
| Sunclass Airlines | En saison charter : Palma de Majorque |

Édité le 14/04/2018. Actualisé le 08/02/2023.